# Sports Island
Sports Island (Deca Sporta i Japan, Deca Sports i Nordamerika) är ett sportspel till Nintendo Wii utvecklat av Hudson Soft. Det liknar Wii Sports i att det finns tio sporter som man kan spela och använder Wii Remote som kontroll. Spelet innehåller sponsring från Adidas.

## Gameplay
Sports Island har fyra olika spellägen:
- Open Match: En snabbmatch som tillåter en att spela någon av de 10 tillgängliga sporterna.
- Tournament Mode: Ta sig an en enskild sport för att bli mästare på just den sporten.
- Deca League: Möt ett antal olika lag i varje sport som finns i spelet.
- Deca Challenge: Testa sig själv i varje idrott i specialiserade sporter i syfte att finslipa dina färdigheter och kontroll.

I Sports Island kan man inte använda Mii. Istället kan åtta olika lag väljas. Varje lag består av små, medelstora och stora spelare av båda könen. Lagmedlemmarnas storlek blir viktigare under Deca League, för om man spelar med samma lagmedlem för länge kommer det att resultera i trötthet och försämrad prestanda.

## Lag
- Team Thunders
- Mad Maidens
- Speed Strikers
- Hard Hitters
- Average Joes
- Crusaders
- Boost Force
- Disco Knights

## Sporter
- Badminton
- Basket
- Beachvolleyboll
- Bågskytte
- Curling
- Fotboll
- Karting
- Konståkning
- Motocross
- Snowboardcross

## Uppföljare
- Sports Island 2, utgivet till Nintendo Wii 15 maj 2009 i Europa. Spelet innehåller sporterna Utförsåkning, Bocce, Tennis, Ishockey, Kendo, Dart, Dodgeball, Skridskolöpning, Konstsim och Motorsport. I Sports Island 2 tillåts spelarna att skapa spelare och lag.
- Sports Island DS, utgivet till Nintendo DS 7 maj 2010 i Europa. Spelet innehåller sporterna Armbrytning, Väggklättring, Lerduveskytte, Cheerleading, Fallskärmshoppning, Bordtennis, Bob, Rugby, Golf och Sepak Takraw.
- Sports Island 3, utgivet till Nintendo Wii 15 oktober 2010 i Europa. Spelet innehåller sporterna Flygplansracing, Slalom, Svikt, Kajak, Avverkning, Halfpipe Snowboarding, Lacrosse, Ridning, Volleyboll och Fäktning. I Sports Island 3 finns stöd för Wii MotionPlus.
- Sports Island Freedom, utgivet till Xbox 360 Kinect 26 november 2010 i Europa. Spelet innehåller sporterna Tennis, Paintball, Boxning, Bågskytte, Beachvolleyboll, Dodgeball, Kendo, Puckelpist, Snowboardcross och Konståkning. Sports Island Freedom använder Kinect som kontroll. Spelet har tillgång till Xbox Live och man kan använda Xbox-avatarer i spelet.
- Sports Island 3D, utgivet till Nintendo 3DS 10 juni 2011 i Europa. Spelet innehåller sporterna Fotboll, Tennis, Basket, Ishockey, Bowling, Snöbollskrig, Sumobrottning, Snöskotersport, Blåsrör och Studsmatta.